# Ghorawal
Ghorawal là một thị xã và là một nagar panchayat của quận Sonbhadra thuộc bang Uttar Pradesh, Ấn Độ.

## Địa lý
Ghorawal có vị trí 24°46′B 82°47′Đ / 24,77°B 82,78°Đ Nó có độ cao trung bình là 303 mét (994 feet).

## Nhân khẩu
Theo điều tra dân số năm 2001 của Ấn Độ, Ghorawal có dân số 6478 người. Phái nam chiếm 54% tổng số dân và phái nữ chiếm 46%. Ghorawal có tỷ lệ 59% biết đọc biết viết, thấp hơn tỷ lệ trung bình toàn quốc là 59,5%: tỷ lệ cho phái nam là 69%, và tỷ lệ cho phái nữ là 47%. Tại Ghorawal, 18% dân số nhỏ hơn 6 tuổi.